# Saw 3D
Saw 3D, anteriorment anomenada Saw VII, i anunciada com a Saw 3D: The Final Chapter, és una pel·lícula de terror en 3D estrenada el 29 d'octubre de 2010 als Estats Units i Mèxic, dirigida per Kevin Greutert, escrita per Patrick Melton i Marcus Dunstan, i protagonitzada per Tobin Bell, Costes Mandylor, Betsy Russell, Sean Patrick Flanery i Cary Elwes. És la setena i última entrega de la sèrie cinematogràfica de Saw, i la primera en format 3D.
Una vuitena entrega va ser planejada, però la disminució dels números de taquilla de Saw VI, ha causat que Saw 3D sigui el tram final. El director de Saw V, David Hackl, estava previst per dirigir la pel·lícula, però dues setmanes abans de començar el rodatge, Lionsgate anunciar que Greutert, qui va dirigir també la sisena pel·lícula, seria el director.
La filmació va tenir lloc a Toronto, Canadà, des de febrer fins a abril del 2010 i va ser filmat per la càmera de sistema digital SI-3D, en lloc de filmar amb les càmeres tradicionals i transmetre-la en format 3D durant la postproducció. Originalment es va programar l'estrena de Saw 3D pel 22 d'octubre de 2010 però la seva estrena es va retardar fins al 29 d'octubre del mateix any a causa que aquest mateix dia s'estrenava Paranormal Activity 2, la gran rival de Saw. La cinta inicialment va ser classificada com NC-17 (sense admetre audiències de menors d'edat i 17 anys) per l'associació cinematogràfica dels Estats Units i hauria de ser publicada sis vegades per finalment rebre una classificació R. A Espanya s'estrenarà el 18 de febrer de 2011.

## Argument
La pel·lícula comença pocs segons abans d'acabar Saw, encara en el bany industrial, John Kramer li confessa a Adam que ell és Jigsaw i el deixa tancat per sempre. Mentrestant el Doctor Gordon s'arrossega pels passadissos de l'edifici abandonat a la recerca d'ajuda. En el camí troba un calefactor on recolza el monyó del peu amputat perquè aquest cicatritzi i pari de sagnar, i cridant de dolor.
La següent escena mostra una àrea urbana de compres on una multitud es reuneix al voltant de la finestra d'un aparador per veure dos homes, Ryan i Brad, amarrats en una taula de treball, cadascun amb una serra al davant d'ells, i la seva amant, Dina, suspesa sobre. Després, apareix el ninot Billy en el seu tricicle dient que Dina els ha enganyat jugant amb l'amor que li han donat per satisfer les seves necessitats materials i han de decidir qui morirà. La gent crida i inútilment tracta de trencar el vidre. Com ella està sent baixada a una altra serra, cada home ha de matar a l'altre per salvar-la, o deixar que ella mori i obtenir la seva llibertat. Finalment, decideixen que mori Dina, que empenyen les serres li parteixen l'estómac i els intestins de Dina cauen durament a terra.
Després apareix Bobby, "El guru de l'autoajuda", parlant de com sobreviure a una de les trampes de Jigsaw.Després apareixen el seu publicista, la seva advocada, el seu millor amic i la seva dona, veient l'entrevista. Bobby, organitza reunions de supervivents de les trampes de Jigsaw, aquí es veuen a Simone, i altres supervivents dels jocs. Després d'algunes paraules de Bobby, del fons de la sala se sent al Doctor Gordon aplaudint les paraules de Bobby. Després d'això, la reunió acaba i Bobby surt de l'edifici, on és atacat per Hoffman. Hoffman segueix normalment el seu treball, creant una altra trampa en la qual estan 4 neonazis atrapats en un garatge amb ferrovellera. Un dels atrapats es diu Evan i està enganxat a la cadira del conductor dins d'un carro. L'altre, que està per darrere, té diverses cadenes en els braços i mandíbules, lligades al carro. Una dona aquesta atrapada sota el carro, i, finalment, un altre es troba lligat a una porta de garatge. Billy li diu a Evan que ha d'arribar a l'anivellador al davant d'ell en menys de 30 segons, o ell, els amics i la promesa moriran. L'home descobreix que els seus braços no poden arribar normalment, i, aterrit, descobreix que ha d'arrencar la pell de l'esquena amb què està enganxada amb una forta cola. Ell falla, i el parany s'activa, on al seu amic amb les cadenes se li arrenquen els braços i mandíbules, a la dona que era la seva promesa, el seu cap és destruïda pel carro, l'atrapat a la porta, és atropellat brutalment, i finalment, l'atrapat al carro mor, quan el carro, en sortir a l'exterior per la porta del garatge, xoca amb un altre carro.
Jill, després de posar-li la trampa a Hoffman, acudeix a la policia, i parla amb el detectiu Gibson, li exigeix immunitat i parla sobre Hoffman. Per això, el detectiu Gibson decideix portar-la a una casa segura, però Hoffman s'assabenta que estan allà, així que la porta a l'estació de policia. Mentrestant, Hoffman li envia un vídeo a Gibson, on li diu que el joc continua, i més tard, li mana un altre vídeo on li diu que ha d'anar al lloc on Hoffman li va salvar la vida, després de ser-hi, passen un flashback on mostren com Hoffman va salvar Gibson d'un vagabund que volia matar-lo, i Gibson confessa haver denunciat Hoffman per l'assassinat d'aquest rodamón, i diu que a Hoffman ho van ascendir i a ell no. Els policies descobreixen sobre el parany del garatge, i l'estranya desaparició de Bobby i diversos treballadors. Els policies arriben a investigar en el garatge, on troben els 4 morts.
Bobby desperta en una gàbia de reixes cilíndrica amb el rètol "Survive" (Així es diu l'organització que té Bobby per ajuntar a les víctimes dels jocs) en la gàbia, hi ha un televisor al davant, apareix Billy, i li explica per què està participant en aquest "joc", revelant que, en realitat, Bobby mai havia participat en un dels jocs de Jigsaw. Billy, li diu a Bobby que la seva esposa està encadenada, i que si no supera una sèrie de proves en 60 minuts, Joyce, morirà, mentre Joyce veu tot el que succeeix des de l'habitació en la qual està atrapada, comença la prova de Bobby, la seva gàbia és arrossegada automàticament a la següent habitació, on és elevada en l'aire, sobre unes barres metàl·liques afilades. Bobby activa una palanca que dispara la gàbia cap a les pues, i ell queda penjant, agafat dels barrots de la gàbia, i comença a balancejar, fins a poder saltar cap a una part del pis on ja no hi pues. Veu una línia a terra, i comença a seguir-la, en el camí, es troba una còpia del llibre que ell va escriure, signada per ell per "John", en aquesta part passen un flashback, on Bobby recorda el moment en què va signar aquest llibre, al mateix Jigsaw, que li pregunta si no creu que el que fa està malament, ell respon que no, i el seu millor amic li diu que se'n vagi, que Bobby ha de seguir signant llibres.
Bobby arriba a la primera prova, on veu a la seva publicista Nina, lligada amb una camisa de força, i amb 4 barres metàl·liques amenaçat de travessar la seva gola. Apareix en un televisor Billy, i li explica a Bobby que per poder salvar-la ha de treure una clau amarrada a un ganxo, de l'estómac d'ella, i que el mecanisme de les barres metàl·liques, està connectat amb un mesurador de decibels, i entre més alt sigui el nivell d'aquest, més s'aniran acostant les barres al coll de Nina, i li adverteix que només té 60 segons per fer-ho. Tot just acaba el vídeo, el mesurador de decibels s'activa, i Nina comença a cridar desesperada, de manera que les barres es comencen a apropar. Bobby li tapa la boca i li demana que es tranquil·litzi, ella ho fa, i ell comença a estirar el fil a què està amarrat el ganxo, estripant per dins els òrgans d'ella, i li va causar un dolor insuportable, que l'obliga a cridar. Per fi aconsegueix extreure la clau, però només queden 10 segons, i no li dona temps de salvar-la. Després mor, es veu que Joyce és arrossegat cap a terra per una cadena que té amarrada al coll.
Bobby segueix caminant després de la línia vermella, i arriba a una habitació on troba a la seva advocada, amarrada a una espècie de roda que els mags utilitzen en els seus trucs, i amb 3 barres metàl·liques apuntant cap a una direcció, on, si Bobby falla, serien els ulls i la boca. Una gàbia (semblant a on estava Bobby al principi) colpeja estrepitosament una finestra a l'habitació, i apareix el titella Billy assegut en ella; Billy li explica a Bobby que la seva advocada va jurar sempre ser honesta i denunciar la injustícia, i, això no obstant, ella va decidir ignorar tot això, i deixar que Bobby li mentís a tots, i li diu que per salvar-la ha de sostenir unes palanques d'una màquina de pes per cert temps, perquè la roda no giri i les barres no li travessin el cap al seu advocada. Bobby ho intenta, però unes puntes se li claven a l'esquena mentre sosté les palanques de pes. Bobby tracta de sostenir les palanques, però desisteix 3 vegades. S'acaba el temps, la roda gira totalment i les barres travessen a la seva advocada. De nou es veu que Joyce és arrossegada una mica més cap a terra per la cadena.
Bobby arriba a la tercera prova, on es troba amb el seu millor amic, amb el que va decidir fundar l'empresa Survive en un bar, després d'haver vist una de les víctimes supervivents sent entrevistada. A l'habitació on estan, el pis no hi és, i només té unes poques taules. Billy li diu a Bobby que ell ha de guiar al seu amic (que té els ulls tapats i està en l'altre extrem de l'habitació) fins a la meitat de l'habitació, i que ell ha d'arribar també-hi. Bobby ha de recollir una clau i llançar-la al seu amic, perquè s'alliberi d'una espècie de corda, que, després de 60 segons, s'alçarà en l'aire, asfixiant-lo. Bobby aconsegueix guiar al seu amic fins on devia, i agafa la clau que penjava en la meitat de l'habitació. Però quan la llança al seu amic, aquest no aconsegueix sostenir-la, i la deixa caure a l'habitació de baix, el parany s'activa i alça el seu amic en l'aire. Es veu que Joyce torna a ser arrossega una mica més al pis, al punt que no pot estar parada a 2 peus.
Després d'això, Bobby entra en una habitació amb una taula al mig, i des d'un televisor, Billy li diu que per passar a la següent habitació, que és on es troba la seva esposa, hauríeu d'introduir una contrasenya de 4 números, i que els números d'aquesta contrasenya estan anotats en 2 dels seus queixals, que ell mateix s'ha d'extreure per poder seguir.
El detectiu Gibson entén les pistes que li havia deixat Hoffman, i l'avisa al seu equip de policies que vagin a un edifici abandonat, on estava reclòs el rodamón que l'havia tractat de matar, i on s'estava executant la prova de Bobby.
Bobby comença a arrencar la dent, amb una pinça que tenia a la taula al mig de l'habitació, cridant de dolor i en això els policies arriben a l'edifici i troben els seus companys morts quan arriben a l'habitació on hi ha el seu amic penjant, i ignoren la porta que va a l'habitació on està Bobby, ja que aquesta està a un costat, i ells no la veuen.
Mentre això passa, Gibson segueix esbrinar sobre el parany del garatge, i descobreix un control d'operacions. Ell intenta esbrinar més, i descobreix que diverses càmeres de la policia on es trobava Jill van estat manipulades. Ell, desesperadament, intenta advertir això a la policia, però un rifle s'activa, matant-lo. Hoffman es fa passar per un dels cossos del garatge, per entrar a l'estació on es troba Jill. Hoffman assassina a diversos policies fins a arribar a on és Jill, i la segresta.
Bobby s'arrenca les dues moles, i accedeix a l'habitació on hi ha la seva esposa. Allà, Billy li diu que per salvar la seva dona, ha de passar per una prova que ell segur coneix molt bé, ja que és la prova a la qual ell suposadament va sobreviure. La prova consisteix que Bobby es clavi dos ganxos als músculs dels pectorals, i penjant d'ells, pugi per una cadena fins a un punt molt alt, on hi ha uns endolls que li ha de connectar, perquè la seva dona no sigui cremada viva. Joyce sent això, i descobreix que sempre va creure una mentida. Bobby diu que era mentida el de la seva supervivència, però que en veritat l'estima, i que farà la prova per ella. Bobby es clava els ganxos al pit, i comença a pujar per la cadena. Quan arriba al final, deixa anar les seves mans per agafar els endolls, mentre tracta de connectar. Els músculs del seu pit no suporten el seu propi pes, i Bobby cau estrepitosament quan ja només quedaven deu segons perquè s'activés el parany. Bobby no pot fer res més que veure com el foc s'encén al voltant d'ella, cremant i polvoritzant-la per dins, i finalment mor cremada. Mentre això passa, Jill és posada en una cadira semblant a la que estava Hoffman amb el parany de l'os revertida. Hoffman mira de reüll el parany d'os en la qual ell va ser posat, però després fixa els seus ulls en l'antiga, i decideix posar. Jill desperta i, desesperada, intenta sortir de la cadira. El temps acaba, i la barra li és arrencada, on li cau a terra la seva llengua. Hoffman li diu "joc acabat".
Hoffman descobreix que el lloc on ell creava diverses trampes va ser descobert, i ho crema. Però quan anava sortint d'això, apareixen 3 homes amb màscara de porc que l'ataquen, i es revela que un d'ells va ser el doctor Gordon, que va ser un dels primers aprenents de Jigsaw, qui estava ocult. Es revela que ell va ser el mateix que va posar la clau de la Trampa del Venus a l'ull de Michael (Saw 2), va recomanar a la doctora Lynn per a la seva trampa (Saw 3), i qui va cosir els ulls de Trevor (Saw 4). En un vídeo que Jigsaw li va fer arribar a Gordon mitjançant Jill, John li va dir que si a Jill li passava alguna cosa, reaccionés immediatament i castigués el responsable. A canvi, John no tindria més secrets amb ell. També li va dir que li havia ensenyat molts llocs però havia un que significava més per al doctor (El bany de Saw 1). Per això, Gordon porta a Hoffman al bany i en entrar es troben els cadàvers en descomposició d'Adam, Zepp i Xavier, a més del peu del doctor Gordon. Després ho deixa aquí amb la mateixa serra que ell va usar per tallar el peu. Hoffman intenta agafar, però el doctor se la treu i la tira fora del bany, perquè diu que no la necessitarà. Després, mentre està tancant la porta i Hoffman crida, Gordon finalment diu la frase: "Fi del joc".

## Personatges
- Tobin Bell és John Kramer.
- Costas Mandylor és Mark Hoffman
- Betsy Russell és Jill Tuck
- Cary Elwes és Dr. Gordon
- Sean Patrick Flanery és Bobby Dagen
- Gina Holden és Joyce
- Chester Bennington (Cantant de Linkin Park).
- Chad Donella és Gibson
- Leigh Whannell és Adam Stanheight (Rumor)
- Francisca Cortes és Marion Anderson
- Chad Donella és Gibson
- Laurence Anthony és Rogers
- Dean Armstrong és Cale
- Naomi Snieckus és Nina
- Tanedra Howard és Simone
- Shauna MacDonald és Tara Abbott
- Larissa Gomes és Emily

## Saga
- Saw (curtmetratge 2003) (2003)
- Saw
- Saw II
- Saw III
- Saw IV
- Saw V
- Saw VI
- Saw VII